# Hoppe László
Hoppe László (Budapest, 1899. június 27. – Budapest, 1980. július 23.) sportújságíró, lapszerkesztő.

## Életpályája
Hoppe Rudolf tanár és Machovich Mária fia. Pályafutását a Nemzeti Sport munkatársaként kezdte, majd később a lap szerkesztője lett. 1945 után az Országos Sport Hivatal agitációs és propaganda osztályán dolgozott. Ezt követően a Képes Sport, majd a Sport és Testnevelés folyóirat vezető munkatársa.
Felesége Bleyer Jolán volt, Bleyer Illés és Kramperger Mária Erzsébet lánya, akivel 1936. január 24-én Budapesten, az Erzsébetvárosban kötött házasságot.

## Művei
- Vasas, ne hagyd magad! Terényi Lászlóval, Vedres Józseffel. Sport Lap- és Könyvkiadó, Budapest, 1958
- A labdarúgó-világbajnokságok csillagai. Hoppe Pállal. Színes Sportkönyvtár, 1966
- Labdarúgó-bajnokságaink 1901-1969. Sport Lap- és Könyvkiadó, Budapest, 1970

## Díjai, elismerései
- Magyar Népköztársasági Sportérdemérem ezüst fokozata (1955)[4]
- Magyar Népköztársasági Sportérdemérem arany fokozata (1970)
- Aranytoll (1979)